# 海峽兩岸服務貿易協議

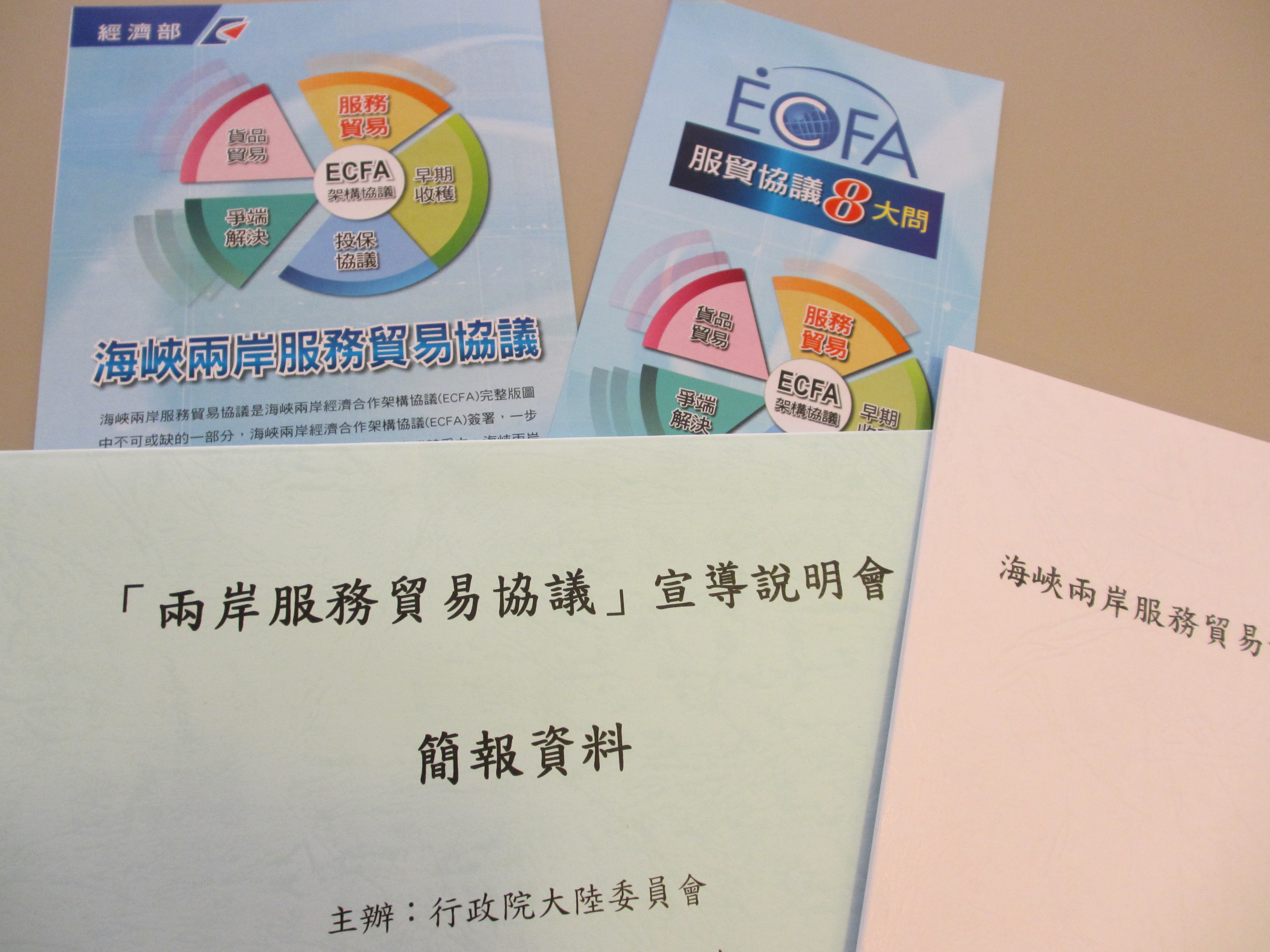
中華民國經濟部與行政院大陸委員會印製的兩岸服貿協議宣傳資料

《海峽兩岸服務貿易協議》（英語譯名： 或 ，簡稱CSSTA），是海峽兩岸依據《海峽兩岸經濟合作架構協議》（簡稱ECFA）第四條，於2013年6月21日在上海市簽署的服務貿易協定。在臺灣，由於部分人士擔憂該協議可能使臺灣在經濟與政治上更受中國大陸操縱，加上民眾不滿中國國民黨政府的政策長期傾斜中國大陸，導致兩岸服務貿易協議存查爭議與太陽花學運的發生，使該協議在台灣社會造成廣泛的爭議和討論，兩岸服貿協議因此被擱置至今。

## 簽署背景
依ECFA第4條「服務貿易」規定，兩岸同意在服務貿易早期收穫基礎上，於ECFA生效後六個月內就服務貿易協議展開磋商。兩岸服貿協議內容包括文本（即條文） （页面存档备份，存于）、特定承諾表（市場開放清單） （页面存档备份，存于）及關於服務提供者的具體規定 （页面存档备份，存于）等3部分。協議文本包括4章共計24條條文，主要規範任一方政府所採可影響服務貿易之措施應遵守之義務，包括：透明化、客觀公正、避免不公平競爭、允許相關的資金移轉及原則上遵守最惠國待遇及國民待遇等。

## 簽署過程
- 「海峽兩岸服務貿易協議」為兩岸於2010年6月簽署的「兩岸經濟合作架構協議（ECFA）」的第四條所簽署的服務貿易協定的後續協議。
- 兩岸雙方係於2011年2月兩岸經合會第1次例會宣布啟動正式協商。期間雙方舉行十餘次業務溝通。
- 2012年8月9日舉行的兩岸兩會第八次高層會談上，雙方同意在達成關於該協議文本和市場開放項目的共識後正式簽署[2]。
- 2013年6月21日，兩岸兩會在上海市舉行「兩岸兩會第九次高層會談」時簽署，也向外界公布了開放清單[3]。

## 協議內容
協議涵蓋的服務貿易主要類別如下，具體開放範圍和程度各異（全文請參見上段提供的連結）。

### 中國大陸方面
- 非金融：商业服务；通讯服务；建築和相關的工程服務；分销服务；环境服务（不包括环境质量监测和污染源检查）；與健康相關的服務和社會服務（除專業服務中所列以外）；旅遊和與旅遊相關的服務；娛樂、文化和體育服務；運輸服務；其他地方沒有包括的服務
- 金融：保險及其相關服務；銀行及其他金融服務（不包括證券期貨和保險）；證券、期貨及其相關服務

### 臺灣方面
- 非金融：商業服務業；通訊服務業；營造及相關工程服務業；配銷服務業；環境服務業；健康與社會服務業；觀光及旅遊服務業；娛樂、文化及運動服務業（視聽服務業除外）；運輸服務業；其他
- 金融：保險及其相關服務；證券、期貨及其相關服務

## 行政、立法程序

### 行政程序
簽署前，行政院大陸委員會分三次向立法院專案報告，分別在2013年4月25日、5月2日（部分會議內容保密）和5月30日。簽署後於6月27日，行政院院會以准依《兩岸人民關係條例》第5條第2項通過服貿協議，並送立法院備查。此外，2014年3月29日，經濟部部長杜紫軍表示，過去行政院曾以小型、非公開的方式，與46個產業召開110場產業座談。

### 立法程序

#### 審查前公聽會
2013年6月25日，立法院朝野黨團協商決議：「海峽兩岸服務貿易協議本文應經立法院逐條審查，逐條表決；服務貿易協議特定承諾表應逐項審查、逐項表決，不得予以包裹表決，非經立法院實質審查通過，不得啟動生效條款。」7月30日，立法院院會將服貿協議交付立法院內政委員會等8個常設委員會聯席審查，內政委員會召集委員、國民黨立委江啟臣排定31日舉行2場公聽會，8月1日實質審查。7月31日，在野黨立委在公聽會質疑政府洽簽服貿協議未與業者充分溝通，江啟臣取消8月1日審查會，加開2場公聽會。8月5日，朝野黨團同意服貿審查要開20場公聽會，並邀各產業公會及工會代表參加後，才可實質審查。江啟臣已辦4場，其餘16場公聽會，由立法院第8屆第4會期擔任內政委員會召委的國民黨立委張慶忠、民進黨立委段宜康各排8場。10月，張慶忠開完8場公聽會，民進黨團質疑是趕進度。12月20日，國民黨團質疑段宜康故意拖延服貿協議審查，協商達共識，公聽會要在2014年3月10日前開完。12月26日，張慶忠原排服貿審查會，經國民黨團力勸，發出開會通知約半小時後，又發出會議取消通知。
20場公聽會議題及時程：
- 2013年7月31日，國民黨立委江啟臣舉行兩場公聽會[8][9]。
- 8月1日，江啟臣加開兩場公聽會[10][11]。
- 國民黨立委張慶忠2013年9月30日至2013年10月7日舉行八場公聽會。（原訂9月30日、10月2日、10月3日舉行八場次，在第一場公聽會中協商將9月30日、10月2日晚間場次改至10月7日。）
  1. 9月30日9:01－12:05「自用小客車租賃、旅客運輸、貨物運輸、公路運輸支援服務業公聽會」[12]
  2. 9月30日14:34－17:36「海運輔助性服務業、公路運輸支援服務業、倉儲服務業公聽會」[13]
  3. 10月2日9:04－12:17「醫院服務業及社會服務業等公聽會」[14]
  4. 10月2日14:37－17:30「第二類電信事業、電影或錄影帶、娛樂服務業及運動服務業公聽會」[15]
  5. 10月3日9:04－11:59「銀行及其他金融服務業公聽會」[16]
  6. 10月3日15:03－16:36「證券、期貨及相關服務業公聽會」[17]
  7. 10月7日9:01－11:25「快遞服務陸地運送、空運服務、航空貨物集散站、貨運承攬業公聽會」[18]
  8. 10月7日14:34－17:28「旅館業、旅行社、空中纜車運輸服務等行業公聽會」[19]
- 民進黨立委段宜康2013年10月24日至2014年3月10日舉行8場公聽會。
  1. 10月24日9:04－18:47「管理顧問服務業、翻譯及傳譯服務業、洗衣及染色服務業、美髮和其他美容服務業的產業」[20]
  2. 11月7日「電腦及其相關服務業、航空器租賃、其他機器與設備租賃、線上遊戲業」[21]
  3. 11月21日「畜牧業之顧問服務業、營建及相關工程服務業、殯儀館及火化場、保險及其相關服務業」[22]
  4. 12月5日9:05－17:41「批發業、零售業、經銷權、糧食供應」[23]
  5. 12月19日9:04－17:28「廣告服務業、市場研究服務業、複製服務業、郵寄名單編輯服務業」[24]
  6. 2014年1月2日「攝影服務業、包裝服務業、印刷及輔助服務業、展覽服務業」[25]
  7. 1月13日「技術檢測及分析服務業、建築物清理服務業、環境服務業」[26]
  8. 3月10日「對國內經濟的可能影響及相關評估」[27]

反服貿黑箱民主陣線、黑色島國青年陣線、公民覺醒聯盟、律師賴中強、學者鄭秀玲等批評公聽會流於形式，在一星期內就排了8場公聽會，早、中、晚各三場，甚至以政令宣導的態度進行，沒有實質溝通。16場公聽會下來，公民團體與反對學者提出的意見並沒有得到官方的回應，政府的配套措施也沒有因而改變。

#### 委員會審查
2014年3月10日，最後一場公聽會如期舉行完畢。立法院朝野爭取主持審查會。內政委員會召委、民主進步黨立委陳其邁先在12、13日排審服貿協議，數度發生衝突，接著召委張慶忠排定17日、19日及20日3天共4次審查會。3月17日，審查會中，朝野黨團為爭奪主席台數度發生推擠衝突。混亂中，張慶忠搶奪麥克風逕行宣告開會，宣稱服貿為「行政命令」，因審查超過3個月，依《立法院職權行使法》應視同已審查，送院會存查即可，並宣布散會。3月18日，在野黨團要求重新審查服貿協議，阻止立法院之院會進行。反黑箱服貿民主陣線等民間團體晚間在立法院外舉辦抗議大會，抗議國民黨將服貿協議送院會存查，以學生為主的抗議民眾晚間約9時左右衝進立法院，占據議場（此事稱為318青年佔領立法院行動）；場外也陸續聚集大批學生及民眾聲援。

## 台灣各界態度

### 民意調查
- 2014年3月24日，TVBS民調中心電話訪問調查(資料來源 （页面存档备份，存于）)：

| 題目                                     | 支持/贊成/應該 | 不支持/不贊成/不應該 | 沒意見 |
| ---------------------------------------- | -------------- | -------------------- | ------ |
| 政府應不應該退回已經簽署的服貿協議？     | 63%            | 18%                  | 19%    |
| 支不支持學生佔領行政院的抗議行動         | 30%            | 58%                  | 12%    |
| 對於此次事件，警方強制驅離的行為贊不贊成 | 35%            | 56%                  | 9%     |
| 支不支持學生繼續佔領立法院               | 51%            | 38%                  | 11%    |
| 學生佔領行政院後，總統應該出面與學生溝通 | 83%            | 10%                  | 7%     |

（有效樣本:866位20歲以上臺灣民眾 ; 抽樣誤差：95%信心水準下±3.3個百分點；拒訪率：18.1%）
- 2014年3月20日，臺灣《蘋果日報》以「你支不支持重新逐條審查？」為題進行電話訪問調查：

| 題目                     | 支持重新逐條審查 | 不支持重新逐條審查 | 沒意見 |
| ------------------------ | ---------------- | ------------------ | ------ |
| 你支不支持重新逐條審查？ | 74.11%           | 14.15%             | 11.74% |

調查基本資訊：蘋果日報於2014年3月20日進行電腦語音輔助訪問，有效樣本869份，以住宅電話為抽樣母體編冊隨機抽樣。（抽樣誤差：未提供；拒訪率：未提供）
- 2014年3月，台灣指標民調電話訪問調查：
  - 對於立法院直接對協議全文表決或者逐條審查，10.2%傾向直接表決協議，73.7%傾向逐條審查。
  - 對於支不支持政府與大陸簽訂服貿協議，有32.8%偏向支持，44.5%偏向不支持，22.9%未明確表態。
  - 對於目前協議內容若直接通過，對臺灣經濟發展利弊，32.7%認為利大於弊，35.8%認為弊大於利，4.9%認為利弊各半。
  - 對於目前協議內容若直接通過，對臺灣國家安全與主權利弊，21.2%認為利大於弊，50.0%認為弊大於利，3.3%認為利弊各半。

調查基本資訊：由臺灣指標民調公司在2014年3月10日－11日進行，以隨機跳號抽樣及電腦輔助人員電話訪問，完訪1007位居住在台澎金馬、年滿20歲的民眾，在95%信賴水準時抽樣誤差±3.1%。
- ET新聞雲 網路投票民調
  - 馬總統親上火線回應反服貿學生，你覺得呢？   1.滿意，臺灣不該鎖國，要與國際接軌 3482票 17.96%     2.不滿意 ，廢話連篇！搞不清楚訴求   15901票 82.04%
- 2014年2月25日，中華民國行政院院長江宜樺在立法院答詢時指出, 謂經過了超過百場說明會已清楚對大眾說明政策，謂日前民調顯示，已有超過60%民眾希望盡早通過服貿協議，僅20%民眾反對。

調查來源：無
調查基本資訊：無

### 主要觀點

#### 支持論述
臺灣有政界和民間商業人士對兩岸服務業貿易協議持正面看法。他們主張，兩岸服務業貿易協議對臺灣實則有利，因中國大陸開放給臺灣的產業項目均高於世界貿易組織協議的開放程度，並且允許中國大陸的企業與企業主來臺，有助於增加臺灣的就業機會、改善臺灣勞工的勞動條件、處境以及待遇，增加臺灣服務業的良性競爭。而允許臺灣企業登陸部署中國大陸的服務產業，則打開自由貿易的機會之窗。
1. 行政院院長江宜樺於2014年2月25日在立法院答詢時說，服貿對各種產業有各種影響，但他敢百分之百保證，絕對不是只對有錢人、銀行家有利，而是對各行各業都有利。江宜樺表示，服貿可創造商機，是擴大市場重要的關鍵，這是向中國大陸拓展台灣商業的好時機，民眾絕對不要相信誤導的傳言[34]。
2. 時任陸委會副主委張顯耀於2013年指出此協議"是台湾迈向世界的踏板"[35]。
3. 經濟部國際貿易局副局長徐大衛評估，台灣電子商務、資訊業、線上遊戲業、金融業、環保業、物流及運輸業等產業可望受惠[36]。
4. 中央銀行總裁彭淮南表示，對於支持與反服貿的不同聲音，他認為服貿會助臺灣融入世界經濟，大家可繼續溝通，關心國事是好事，但要用和平理性方式。他說，臺灣不能封閉，否則會邊緣化。服貿不通過，貨貿也沒辦法行，簽署任何自由貿易協議不可能只取而不給，只要取大與給就有簽署價值。真理越辯越明，解決方式就是繼續溝通。
5. 晶華酒店董事長潘思亮認為，政策開放一定是利多於弊，而日本過去作法封閉，臺灣不應該步上日本的後塵，而要開放一點，「不要怕這怕那，一起把餅做大。[37]」
6. 宏碁集團創辦人施振榮認為，於2013年7月29日表示：「臺灣若用保護思維作考量，以全球過去案例，一定是輸家，他認為即使像美國與其他國家企業都有保護，但結果仍是輸，顯示受保護最終會是輸家，唯有透過競爭才能進步。」[38]。宏碁董事長施振榮於2014年3月20日重申，臺灣經濟若要發展，服貿協議是必要的，畢竟臺灣很小，不能將能量限制在台灣。對於學生的抗爭行為，施振榮強調民主政治需要多溝通，但不可滿足所有人的意見，少數人有時必須支持多數共識，否則台灣社會就不能往前走[39]。
7. 台達電創辦人鄭崇華近日忧心地说，服贸持续搁置下去，将伤害整个臺灣经济[40]。
8. 天下文化創辦人高希均出席郝柏村的新書發表會時說，念經濟學的他對協議簽署非常興奮，沒想到台灣報導幾乎一面倒反對，「我簡直不能相信我的眼睛：怎麼會是一個開放、民主、自由與有信心的台灣怕跟人家競爭？」高希均說，他作為出版業者當然充滿了自信，同時他反對政府保護沒有效率的產業[41]。
9. 中華民國全國商業總會理事長張平沼說，臺灣服務業優勢明顯，中國大陸是一個取之不盡、用之不竭的市場。他認為，服貿協議對台灣「利絶對大於弊」，除有助臺商佈局外，也可以增加年輕人的就業機會，是雙贏策略[42]。他並在7月23日指出，「兩岸服貿協議是大紅包，應該放鞭炮慶祝，不知道臺灣在鬧什麼」。他認為，臺灣市場、內需很小，製造與服務業都應該外銷出去。臺灣過去以製造業為外銷導向，未來則是要加強服務業轉型[43]。
10. 中華民國全國商業總會監事會召集人王應傑在7月26日表示，服務貿易協議是經濟利益，根本沒有政治利益，經過政治人物的渲染變成「賣台協議」，不公平，他強調，臺灣許多生活所需產品都是國外進口，經濟不能原地踏步，必須逐步與主要貿易國簽定自由經濟協議。
11. 2014年3月21日，世界台灣商會聯合總會總會長楊信今天說，服貿應該通過，但老百姓對服貿不清楚，政府宜用簡單方式讓大家了解，演變到目前情況很糟糕。[44]
12. 2014年3月19日，由於反服貿的學生持續占據議場，工商團體巨頭齊聲重申挺服貿。工總祕書長蔡練生強調，儘速完成服貿立法程序，等於補上ECFA一塊重要拼圖，他國才會有信心與台簽署FTA（自由貿易協定）；商業總會理事長賴正鎰則強調協議早日通過，臺灣經濟才能有更大發展機會；電電公會副理事長鄭富雄也重炮抨擊，強調製造業不認同杯葛作法，且服務貿易不過，也會影響貨品貿易[45]。
13. 前立委余天挺服貿，並呼籲民進黨支持者不要恐中。[46]

#### 反對論述
- 自由時報引述台大經濟系教授林向愷的看法
  - 第一，兩岸市場規模差距極大，且政治體制有別，此協議可能嚴重衝擊，甚至引入帶有政治企圖的中國大陸企業攻佔臺灣服務業（特別是資本額較小的美容美髮業、倉儲、汽車租賃與汽車維修、印刷出版、餐飲、洗衣、旅遊等以中小企業為主的產業）[47]，但馬英九政府從協議溝通、談判到簽署，始終未適當公開訊息，納入臺灣民間以及產業界的討論意見，而採「先簽後公布」的形式。
  - 第二，此協議可能造成中國大陸管理人員藉此協議合法來台工作與居留，時間可超過世界貿易組織待遇（無限期展延）。合法來台居留的中國大陸管理人員無需負擔公民義務即可享有各項公共服務與基礎建設，特別是不經6個月等待期即可加保的超國民全民健保：專業人士及其眷屬可在來台長期居留期間，即可享有第六類健保每月500元之健保補助[48]。此外，他們為移居臺灣所作的投資，於臺灣累積經濟資本、提昇服務業技術方面，貢獻不大，卻可能為臺灣帶來巨大的社會成本以及政治、主權方面的衝擊[33]。

1. 中藥商會聯合會理事長朱溥霖在7月5日舉行的台南市永康中藥商藥材研討會上對行政院院長江宜樺表示，台灣業者小資本單打獨鬥，兩岸服貿協議簽署後，不是良性競爭，而是不對等的競爭，會對台灣造成嚴重產業連鎖效應。江宜樺回應，中藥製造和零售等產業不會開放，對台灣中藥界衝擊有限，希望業者對政府有信心[49]。
2. 國際物流報關業者於7月27日晚間舉行的「反黑箱協議 要生存權利」全民大會中分別表示，政府一旦開放陸資來台經營國際物流報關業，將使本土業者無法生存。長照業者表示，政府開放小型長照業，中國大陸的低價策略將犧牲品質[50]。
3. 國立政治大學金融系教授殷乃平於2013年7月3日在媒體上撰文，指服務業涉及層面過廣，且小本經營服務業者眾、家數多，影響巨大，在談判之前必須多方溝通、各行業深入分析，仔細評估開放後整個服務業的得與失，對受傷害的業者同時提供必要的輔導補償配套措施。但臺灣在商品貿易談判進行之中，先談服務業貿易，操之過急。殷乃平認為縱使部分特定服務業有急迫性需求，似乎也可切割先行，將困難度大的一般服務業留到最後。由於缺乏完整全面的經濟評估報告，甚至以服務業包含項目太多，未召開各產業公聽會，更未與各同業公會的洽詢和回應，自然引起軒然大波[51]。
4. 國立臺灣大學經濟系主任鄭秀玲認為，雙方談判結果嚴重不對等，中國大陸基於其發展需要及對台政治戰略，談判具強烈目的性，如需要台灣人才、技術的產業（例如醫院），即開放台灣獨資進入；不需要或台灣較有競爭力的產業，則設下重重投資限制。台灣方面，不僅弱勢民生產業被要求開放，且攸關台灣民主自由和個人隱私的產業（例如電信服務、廣告業），以及有國家安全疑慮的產業（如快遞運送、海陸空交通運輸、地質探勘）也必須開放；在雙方都開放的項目上，中國大陸以開放模式的差異充分享受談判成果。
5. 部分學者個人意見，不代表學院立場：包括臺灣大學四院四系三所共12人認為先談判服務業貿易操之過急。他们聯合文化界人士於7月29日公開發表聲明與「實踐民主審議、誠實評估衝擊、重啟服貿談判」的連署活動，表示雖不反對自由貿易，但認為不應由政府在「未充分徵詢民間意見」、「未進行衝擊評估調查」、「未使事先讓國會參與監督」的黑箱作業下進行。聲明強調，政府應虛心傾聽，而非一方面進行官方的制式宣傳，一方面將公民社會反對質疑的聲音標籤化。該聲明之具體訴求包括：立法院就開放的每個產業，個別依法定程序召開公聽會。行政院綜合公聽會意見，提出產業衝擊評估報告、社會衝擊評估報告及國安衝擊評估報告前，立法院不得進行實質審查與表決。行政部門應依立法院逐條逐項之修改結論，重啟談判。
6. 東吳大學教授郭振鶴指出，「一般服務業是偏向勞力密集，金融業是偏向資本密集，應以獨立協議或合併方式來處理。現在統統夾帶在一起，會讓人有圖利特定企業或走向政治統一的疑慮。[52]」
7. 許多資訊電機學者連署反對服貿開放第二類電信，其中包括許多重量級學者。開放這些業務，對於臺灣的資訊安全的影響極大，會把臺灣的境外攻擊，換到臺灣境內攻擊，大幅降低抵禦竊取臺灣各種資料, 還有加劇對臺灣進行網路監控，尤其是臺灣的中小企業更難以抵禦，也不能保證各大公司及第一類電信業者能夠防禦。為了維護網路資訊安全，必須把風險阻擋於境外。[53]

### 學者

#### 支持
- 台灣國際貿易局稱，若面向中國大陸投資者加大開放力度，有望將每年的經濟增速提高0.5個百分點以上。[54]
- 中經院、台經院、台綜院與金融研訓院四智庫院長昨出席「服貿協議面面觀」座談會，齊呼兩岸服貿協議盡速通過。中華經濟研究院WTO及RTA中心副執行長李淳說，兩岸服貿生效受益最大的是台商，現在法規不允許獨資，開旅行社不能賣機票，須和別人合資，未來可擺脫灰色地帶。李淳說，服貿真有重談必要嗎？若想跟大陸要更多，不如先生效再第2回合談判，重談不是唯一選擇。他同意立法院審查，但反對者應提解決方案，不應為拖延而反對，台灣要思考短期可能開放更多嗎？[55]
- 美國企業研究所（AEI）研究員史劍道（Derek Scissors）表示，撇開黨派政治不談，這種情況對台灣整體而言是一個挫折；他認為，所有國家包括美國在內，都可以看到台灣反對自由貿易協定，占領立法院也傷害台灣的形象。[56]
- 海峽導報特約撰述人、臺灣淡江大學大陸研究所教授潘錫堂7月22日在台海網發表評論文章指出，ECFA只是一個談判架構，後續簽署的投資保障協定、與2013年簽署的服務貿易協定，才是啟動兩岸自由貿易的關鍵一步。但從服務貿易協定的內容看，這一步其實跨得很小，因為表面上臺灣64項市場開放的承諾，但其中有27項已開放陸資來台投資專案，  反倒是中國大陸不計較臺灣加諸的不對稱待遇，仍給予臺灣80項高於WTO的開放承諾，是立足於對台「讓利」的思維。從市場相對開放來看，臺灣若再限縮，就失去貿易自由化的意義了[57]。
- 臺灣大學經濟系教授林建甫在7月29日的臺灣經濟日報上撰文表示，這項兩岸服務貿易協議對台灣有利。「那些被煩惱的議題，都不是經濟問題，而是政治、國安問題。」他指出，第一，中國大陸開放內容均超出在 WTO 所作承諾，其中66項等於或優於 CEPA 待遇；台灣方面新增或擴大開放項目（非金融的28項及金融9項）均未超出台灣對外人來台投資的待遇。第二，ECFA 簽訂之後，臺灣失業率已經減少。而服貿協議並未開放藍領勞工，開放的是中國大陸「資本額20萬美元」以上的企業（兩位負責人可來台）、資本額每增50萬美元可多一位管理人員（最多七人），故反而可以增加台灣從業人員就業機會。第三，關於有心人士趁此機會來台從事非本業相關活動，這個擔憂政府已有考量，會持續監控及注意防範中國大陸投資人的身分背景，包括是否隱匿或是否具解放軍背景，也會強化陸資來台最近的監管，並定期驗資，同時利用簽證核發權管制人員，要求來台居住的大陸人士每年重新簽證。第三，有人質疑資本額20萬美元以上，企業負責人、其配偶與未滿18歲子女得隨行，陸資購屋的需求增加，可能會讓房價再度飆漲，林建甫文中表示，高房價已經讓政府夠頭痛了，不可能政府自打嘴巴，再拿柴火添灶。第四，政府將設立限制陸資持股比例且不具控制力等條件，減少產業衝擊，三年前提出的「因應貿易自由化產業調整支援方案」，也可作為救濟機制[58]。
- 東吳大學商學院客座副教授蔡志弘轉述蔡燕萍的說法，台灣美容業已飽和，但對岸市場還很大，台灣不應該害怕競爭，搶攻大陸市場，但要注意大陸財團併購台灣中小企業，政府應該傾聽學生意見，各黨要彼此溝通，為台灣爭取最大利益[59]。

#### 反對
- 臺灣大學經濟系主任鄭秀玲於7月27日晚間舉行的「反黑箱協議 要生存權利」全民大會中表示，雖然臺灣開放64項，但涵蓋上千種行業，包括陸海空運輸業、電信業、批發、零售全面開放，造成國家安全問題，弱勢產業生計恐難維持。談判官員未將國家利益放在商業利益之上，袒護少數財團，全面開放將使中國大陸全面掌握台灣物流、金流，台灣把專業人才送往大陸，「我們經濟很快就被中國（大陸）全面掌控」。鄭秀玲以美國與南韓談判、協商5年後國會才核准通過的經驗主張，台灣先開放優勢產業，「協議是可以改的，我們要求立法院重新談判」[50]。她於2013年7月31日參加服務貿易協議公聽會時再次強調，兩岸服貿協議開放台灣電信業、批發零售業、和印刷出版業，影響台灣的國家安全、利益和言論自由，呼籲可比照韓美當年簽署自由貿易協定（FTA），重新談判。[60]
- 臺灣大學經濟系兼任教授林向愷表示，兩岸經貿交流越密切，成為「輸者圈」的成員越來越多，且「輸者圈」和「贏者圈」族群的所得、財富差距越來越大，得利者並非一般薪資階層，而是大財團[61]。
- 中興大學應用經濟系教授陳吉仲於7月28日的抗議中表示，他以批發與零售業的開放為例，模擬兩種情境指出，國中以下或高中職以下各有10%就業人數被取代，批發及零售業將有3萬4651人到10萬920人可能失業；就業人口可能減少4.4%，GDP將減少2.42%。另外，馬英九政府委託中經院的服貿協議評估報告指出，簽署協議台灣GDP僅增加約0.025，顯示服貿協議對台灣的效益弊多於利[62]，且政府委託評估報告可信度低，多為執政者的經濟政績而誇大不實；政府評估報告也過於草率，民間出版業者撰寫多達173頁評估報告，政府卻只有6頁；台灣商品貿易產業已經即將被中國大陸取代，零售、批發和美髮等產業更容易被取代，也有恐危害台灣糧食安全；他認為陸資拿走經濟利益，受益者是少數企業，受害者則是多數人民[63]。

### 政界

#### 贊成
- 行政院院长江宜桦表示，服貿協議會為台灣創造一萬二千個工作機會，對競爭力提升很有幫助，過了這關，搭配其他國家的自由貿易協議，才能在經濟自由化風潮中，讓台灣競爭力不弱化。[64]
- 海峽交流基金會副董事長高孔廉在2013年6月26日表示，針對協議的個別條文表決，幾乎等於否定協議，後續如要再和其他國家談判就很難，其他國家也會質疑會議所簽署的經貿協議是否也要經過立法院的逐條審議、表決，希望大家能凝聚共識[65]。
- 海基會董事長林中森7月3日表示，協議是整體的，有取有給，如果立法院逐條審議，修正其中一項條文，就必須重啟談判。 他也信心喊話，強調服務業是台灣的強項，如產業受衝擊，有952億元損害救濟基金可予以補助，兩岸也可啟動緊急磋商機制因應，「政府有完整的配套可當產業的靠山！」[66]
- 副總統吳敦義6月28日表示，服貿協議雖對台灣若干產業有衝擊，但經濟部已做好準備，三年前就編好預算，降低對產業的衝擊。他指出兩岸服務貿易雙向開放，協議簽署後，大陸影片雖可來台，但台灣影片卻可無限量的輸往對岸，近年來台製片累計票房遠高於陸製片在台賣座。另外，開放陸資來台也有助台灣就業，近年大陸人士來台超過六百人，在台就創造了六千八百多個工作機會[67]。
- 國民黨立法院黨團書記長賴士葆在國民黨7月5日黨政協調會後說，據陸委會在會中提供的報告顯示，沒有開放大陸人士來台工作，美髮業擔心的就業衝擊問題不存在；此外，自2009年就已開放陸資來台投資中藥批發業，到目前為止只有二家陸資來台，對台灣中藥批發市場並未產生重大負面影響[68]。
- 2013年8月8日，新黨主席郁慕明接受《旺報》訪問時強調，任何經貿協議絕對是雙向而非單向讓利，兩岸服務業貿易協議整體而言仍是利大於弊，大家應支持兩岸服務業貿易協議；他也說，兩岸市場有大有小、而非絕對的對等，大陸必須多讓臺灣一點[69]。
- 2013年11月1日，前台灣團結聯盟主席蘇進強說，面對中國崛起，只有和平發展，兩岸才能互利雙贏。[70]
- 金溥聰表示，世界對自由貿易都有不同聲音，但應該用和平理性的方式化解歧見，不該傷害公權力、對公權力施暴。他表示，台灣是民主法治社會，一定要服從多數、尊重少數，但不應用暴力解決問題。少數的高音量不見得能夠反映沈默大多數的意見，應該彼此溝通，以法治解決，不該傷害民主法制規則，踐踏公權力。[71]

#### 反對
- 立法委員許忠信認為，將來第三階段開放，包含專門職業、媒體節目製作、計程車服務等等，甚至第四階段乃至任何階段的開放談判結果，通通都不必再送行政院審議與立法院審查，直接成為服貿協議的內容，這樣的空白授權實在荒唐。
- 台灣團結聯盟主席黃昆輝表示，現在開放六十四項對台灣就將造成致命性的衝擊，而且服貿第十七條卻還規定，現在開放的項目及幅度三年內不能改，而且三年後要改，也必須開放更多項目、幅度更大才行。他強調，政府並沒有對服貿可能造成的產業影響做評估，如果開放後發現對台灣產業衝擊太大，想要調整，卻因為第十七條三年內不能調整，更可怕的是，如果要調整，只能更放寬而無法調回。
- 民主進步黨前主席蔡英文在2013年6月25日表示，服務業牽涉層面複雜，談判必須攻守兼備，利益平衡，遺憾的是，馬政府只為少數大企業爭取到極有限的利益，但卻大開門戶，讓弱勢產業及中小企業遭受巨大的衝擊，而且完全忽略服務業對政治及社會面的影響，讓國安形同虛設；審視大陸對台灣市場開放承諾，多數是附帶條件、不確定性高，甚至有地域性限制，不僅台商難以從中獲利，反可能加速台灣的人才和技術外流，拖累台灣經濟[72]。6月27日蔡英文在臉書公開貼文，指簽了ECFA也沒有為台灣帶來顯著效益；2012年簽署的「兩岸投資保障和促進協議」對解決大陸台商權益受損問題毫無成效；另外台灣和大陸簽署ECFA，並未加速台灣和其他國家簽署FTA，台灣要加入跨太平洋戰略經濟夥伴關係協議（TPP）及區域全面經濟夥伴關係（RCEP）仍遙遙無期。[73]

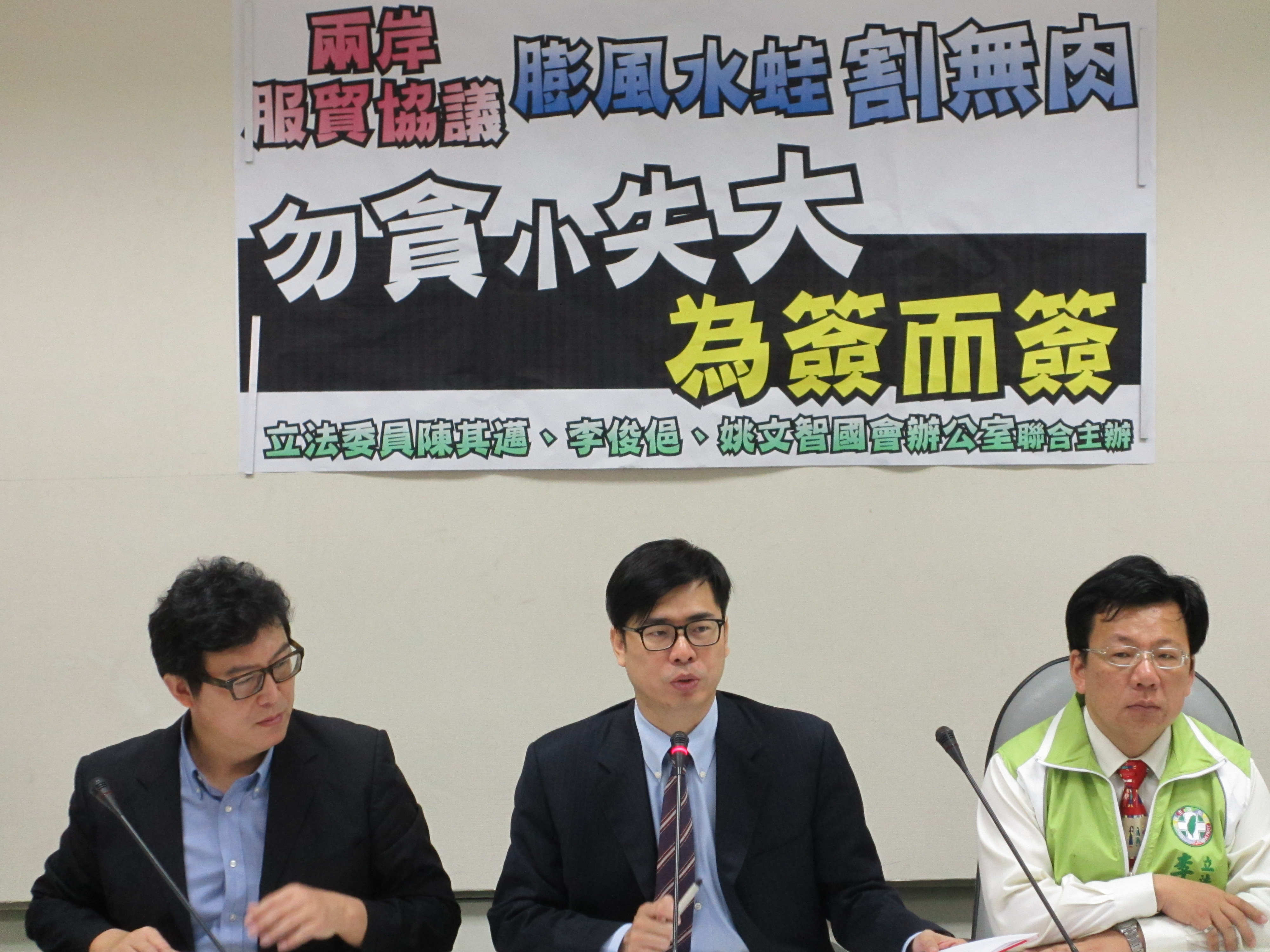
民進黨就兩岸服務貿易協議召開記者會。

### 民間社會團體

#### 贊成
- 白色正义社会联盟发言人辅仁大学学生王蕾雅表示，不是所有的人都反对服贸，联盟认为立法院抗议的学生不能代表全台湾2300万人的声音。联盟呼吁大众冷静思考，台湾还有很多不同的声音。[74]
- 北京台资企业协会会长章启正表示，两岸合作可以互惠，服贸协议有利两岸经济合作进一步发展。[75]
- 世界台湾商会联合总会第三届总会长郑东平指出，台湾和韩国的很多产品有重叠性，一旦韩国与大陆签订相关协定，台湾将会失去其竞争力，继而被边缘化。[75]
- 台湾电子商务科技传媒协会北京代表谭世坪受访时表示，对于服贸协议目前仍在台湾立法机构“卡关”，台湾方面需要面对、解决这一问题。如果台湾内部无法达成共识、通过重要法案，时代不会等待台湾。[75]
- 前中国统一联盟主席纪欣表示，“未来两岸人民的利益会决定两岸关系前途。这些年由于两岸经贸往来，台湾获利颇丰。台湾民众可能会觉得这些利益是应得的，但实际并非如此。在服贸协议的问题上，需要台湾方面有所作为，避免得而复失的痛苦”。[75]
- 2016年5月24日台湾工商团体秘书长联谊会由会长陈瑞隆率团赴北京访问，要求服贸货贸协议大陆单方面实施。他还表示，台湾出口连续15个月衰退，希望透过两岸合作，提振台湾出口[76]。中华民国工商协进会秘书长范良栋同时表示，大陆实施“营改增”税制改革，但制造业仍偏高，达17％，比韩国、台湾、香港都高，盼大陆能再调降。此外，目前大陆台商从出口导向转为内销，面临升级转型问题，希望大陆政府协助打开内销市场的通路问题。

#### 反對
- 中華民國殘障聯盟、中華民國老人福利推動聯盟、兩岸協議監督聯盟、台灣人權促進會、台灣勞工陣線、台灣守護民主平台協會、婦女新知基金會、文化元年基金會籌備處、民間監督健保聯盟等團體，要求中華民國立法院各在野黨團針對協議內容進行實質審查。[77]
- 民間監督健保聯盟發言人滕西華說，在開放下，大陸恐可用少量資金掌控台灣醫院，以台灣優秀名醫訓練大陸醫生，掏空醫療體系[78]。民間監督健保聯盟召集人黃淑英也批評，開放大陸到台灣投資醫院，是加速醫療商品化，對台灣醫療是災難[79]。
- 中華民國殘障聯盟秘書長王榮璋質疑，目前身障照護是非營利，但兩岸服務貿易協議有可能讓目的為服務的身障照護也市場化[79]。
- 台灣勞工陣線孫友聯在7月29日認為服貿協議有五項問題：

1. 隨著陸資來台的董事、經理、主管等可能取代台灣勞工。
2. 陸資不撤，兩個中國大陸籍董事卻可一直住台灣。
3. 開放大量運輸業。
4. 開放所有零售業讓陸資經營。
5. 開放書報雜誌的印刷、排版、零售、批發讓陸資經營[63]。

### 政府回應

#### 馬英九
- 2014年3月23日早上10點，總統馬英九召開記者會，肯定年輕人關心國事，但也強調台灣民主法治得來不易，不要輕易毀棄。他表示兩岸服貿協議還在立法院審議階段，外界有任何意見，未來在審議過程中都還有充分表達空間。[80][81]
- 2014年3月25日，總統府發言人李佳霏今天表示，立法院癱瘓已對國會運作與政府施政造成衝擊，總統馬英九願意在不預設任何前提下，與太陽花學運的學生代表，就兩岸服務貿易協議議題對話，以化解當前僵局。[82][83]
- 2014年3月29日，馬英九總統再度回應反服貿學生4項訴求，首先，在立院本會期結束前完成兩岸協議監督法制化立法；第二，《服貿協議》可在立法院逐條審議、逐條表決；再者，已請行政院評估公民憲政會議如何進行；不過，服貿不能退回行政院，否則對台灣將造成很大的傷害。[84]

#### 行政單位
- 經濟部部長張家祝繼2013年6月21日出面召開記者會後，6月25日又邀請產業界代表召開記者會[85]。
- 同日，立法院院長王金平召集朝野黨團協商後決定：兩岸服務貿易協議本文，應經立法院逐條審查、逐條表決；兩岸服務貿易協議特定承諾表也應逐項審查、逐項表決，不得全案包裹表決；未經立法院實質審查通過，兩岸服務貿易協議不能夠啟動生效條款[86][87]。根據《兩岸人民關係條例》第95條，「主管機關於實施臺灣地區與大陸地區直接通商、通航及大陸地區人民進入臺灣地區工作前，應經立法院決議；立法院如於會期內一個月未為決議，視為同意。」亦即立法院逐條審查、逐項表決兩岸服務業貿易協議，如未在立法院會期內一個月決議，即代表同意兩岸服務業貿易協議。
- 6月26日，馬英九總統公開表示，服務業約占臺灣國內生產毛額（GDP）七成、「是我們的強項」，且經濟部已有因應（編列10年新台幣952億元之預算）[88]；不過媒體質疑，此乃2010年就核定的「因應貿易自由化產業振興調整方案」，乃為因ECFA等協議引入中國大陸企業而遭到影響的台灣產業，編列新台幣952億元預算[89]。
- 7月22日，行政院大陸委員會主任委員王郁琦說，有人在兩岸服務貿易協議相關議題上製造恐慌，「對政府一再澄清視若無睹，基於政治動機而操作恐懼、製造恐慌，對臺灣產業一點幫助也沒有」；他也批評，特定媒體報導兩岸服務業貿易協議相關議題的方式沒讓民眾聽到業者真實聲音[90]；而針對部分不了解協議的業者，他表示「我們會一點一點說清楚」。7月23日，他再批：「（協議簽署後）有些人趁機搭起了戲臺，但完全不忠於原著的精神，把服貿協議改編成不同版本的災難片，散布各種不實資訊，例如說計程車『小黃會變小紅』，這是完全無中生有的謠言。」[91]
- 2014年3月27日，中央銀行總裁彭淮南表態「要簽」，同時出示近兩天來整理的服貿說明文件，並強調「我的資料比懶人包複雜一點，但比經濟部清楚。」表示，若服貿沒過，台灣面板業受衝擊，影響10萬人就業權利。...任何協議，只有「TAKE」（取）沒有人要跟你玩，要從「TAKE AND GIVE」（取捨）中協調。大陸對台灣開放80項，條件優於WTO；台灣對大陸開放的64項，已都對WTO開放，其中27項台灣已對大陸開放。對發展人民幣離岸市場的影響，「服貿沒有過，貨貿絕對過不了，面板這些，對人民幣離岸市場發展有幫助，還有RQFII也卡在這個地方，千億元資金動彈不得。」[92][93]

#### 立法院
- 2013年7月29日，立法院舉行第二次臨時會，朝野協商決議，兩岸服務貿易協議將由立法院八個委員會聯席審查，並已召開4場公聽會，由朝野推派代表，表達各種意見。另依據本2013年8月5日立法院朝野黨團協商決議，服貿協議需於立法院內政委員會再召開16場公聽會，方進行實質審查，行政部門將積極出席在立法院所舉行之公聽會，說明服貿協議可帶來之商機與利益，並澄清疑慮及說明相關輔導配套措施，以爭取各界支持，凝聚共識。
- 2013年10月2日，田秋堇在一場公聽會上爆料，賴幸媛曾對她坦承北京政府不會答應台灣國會修改協議上的任何一個字，否則就等於承認台灣主權。[94][95][96]不過稍後於2014年4月2日在媒體大幅報導此事後，賴幸媛同日出面澄清她並沒有對任何人表述過這種看法，這樣的看法也非事實，對自由時報未事先求證感到遺憾，已請自由時報更正。[97]
- 2014年3月20日，王金平的聲明全文如下：

「對於3月18日以來學生提出的訴求以及社會各界的聲音，相信大家也都非常重視，國會為合議機關，金平身為國會議長，不僅聽到更深感責任重大，有義務要盡快促使國會恢復正常運作及對各界做出回應，目前正透過各種途徑溝通協調，積極探討，希望及早尋求解決方案，以回應青年學生及社會各界的多元意見。其次，金平要表達對青年學生的關切，並呼籲青年學生和社會各界冷靜、自制，特別希望同學們注意身體健康及安全，也請同學對於立法院的公物要愛護，不要破壞，因為這些都是納稅國民的辛勤付出，最後，請大家讓立法院恢復正常運作，以讓立法院能循民主體制提出解決方案。」

### 抗議活動

#### 2013年
- 2013年7月27日晚間五點半，台灣守護民主平台協會、兩岸協議監督聯盟、台灣教授協會、台灣國家聯盟、908台灣國運動、公投護台灣聯盟、台北水噹噹姊妹聯盟、台灣北社、台灣民族黨、台灣永社、台灣東社、台灣社、台灣南社、台灣客社、台灣基本法連線、台灣團結聯盟、台灣獨立建國聯盟、台灣聯合國協進會、民主進步黨社會運動部、海洋台灣文教基金會、聖脈生命教育學會、獨立台灣會、中華美容美髮技藝協會、 公民監督國會聯盟、台灣中社、台灣教師聯盟、青平台基金會、蕭靜文舞蹈團等超過20個社會團體與台灣獨立運動團體組成「反黑箱服貿民主陣線」，號召群眾在立法院群賢樓外辦「反黑箱協議　要生存權利」全民大會，向7月28日在立法院召開的第2次臨時會服貿協議審議表達訴求[98][99]。
- 公投護台灣聯盟總召集人蔡丁貴等人一連兩天在立法院臨時會期間，衝撞立法院大門，試圖攻入抗議服貿協議的審查，但失敗；台灣國家聯盟召集人姚嘉文更發起在7月29日至8月1日接力包圍立法院，抗議服貿協議的審查；但7月30日晚間，獨派團體於立法院臨時會第2天晚間在立法院門口搭起的帳篷已經都被拆光，支持者也都不見蹤影，只剩下長期在立法院正門駐守的公投護台灣聯盟零星支持者大約2至3人待在長期搭的棚子裡[100]。
- 2013年7月31日，各大專院校學生串聯活動。從國立清華大學、國立臺灣大學、輔仁大學、國立臺北教育大學、國立臺北藝術大學、世新大學、中原大學等地方網絡了百來名學生，在立法院中山南路正門口發起「佔領立院，奪回未來－青年反服貿行動」，抗議「這個踐踏民主價值、蔑視人民意見以及罔顧社會正義的黑箱服貿協議」，呼籲「立法院應根本停審服貿、退回議案」[101]。

#### 2014年
2014年3月18日晚間開始，抗議服貿協議黑箱運作的學生佔領立法院議場，之後引發一連串大規模衝突，衍伸成為期長達一個月的太陽花學運。

## 中国大陆各界态度

### 政府反應
1. 中华人民共和国商务部台港澳司负责人认为，此协议的实施，有助于加速两岸服务业融合、互补，共同提升两岸服务业的国际竞争力，是一件互利双赢的好事[103]。
2. 海峡两岸关系协会常务副会长郑立中介绍说，其实服贸协议未雨绸缪，为避免协议在执行中对一方服务部门造成实质性负面影响，针对台湾民众对协议冲击台灣市场的担忧，协议专门设置“紧急情况的磋商”条款。据此，受影响一方可随时要求与另一方进行磋商，及时寻求办法加以解决。[104]
3. 中共中央台湾工作办公室发言人马晓光表示，关于两岸服贸协议，大陆已多次表明看法，两岸经济合作“给台湾民众带来了实实在在的利益，这是有目共睹的”。[105]
4. 中华人民共和国商务部在《人民日報》在海外版呼應馬政府，認為台灣當局花費大量精力和時間闡釋服貿、最嚴格的檢視、對台灣最有利、最透明的協議，在台灣被炒成政治風暴、黑箱，是無知壓倒科學、政治鬥爭壓倒經濟建設、非理性群體行為綁架決策。政治鬥爭失控、敗壞台灣的商業環境，是經濟民粹主義[106]。
5. 商务部副部长王受文明确表示，“如果没九二共识，两岸协商会陷入停滞，当然服贸、货贸就不会有结果。”台湾工商团体秘书长联谊会会长陈瑞隆2016年5月24日率团赴北京访问并要求服贸货贸协议大陆单方面实施时，遭王受文一口回绝，表示“绝无可能”。[76]

### 媒體態度
1. 环球时报发表社论，服贸协议总体上是两岸互利，但大陆开放的项目要远多于台湾。很多台湾学生在不了解协议的情况下抗议，是「逢中必反」的体现。不实行对外开放的经贸政策，会让台湾经济「窒息」。是否以及如何从大陆发展中分享红利，需让台湾自己做决定。[107]
2. 凤凰卫视资讯台总编辑兼首席评论员阮次山20日在凤凰卫视评论节目中指出：因为过去台湾与大陆已签订了18项协议，没有一条需要逐条审查，全都是直接打包通过，立法院若逐条审查《两岸服务贸易协议》，等于马英九背叛「祖国大陆」。24日时在节目上表示：《两岸服务贸易协议》是属于国内文书，立法院若逐条审查，「就是国与国之间的协议，大陆未必会同意」。[108]

### 商界态度
1. 时任俏江南集团总裁汪小菲(台湾籍著名艺人徐熙媛的前夫)发表服贸协定有利于台湾经济与就业的观点[109]。

### 民众态度
1. 中国大陆网络舆论认为服贸协议是一个大陆单方让利于台湾的协议。出于对大陆单方让利的反对，中国大陆网络舆论表现出，对台湾民众和学生团体反服贸（太阳花学运）的支持与「力挺」[110]。凤凰卫视在2014年3月间的网络民调显示，96%大陆网友认为没有必要与台湾签服贸协议。但有天涯論壇網友表示该投票可以一次多投[111]。
2. TVBS的报道中，除中国大陆网络舆论中反服贸的言论外，在上海采访的「大陸民眾多數不清楚服貿協議」，「在台灣的反服貿行動越演越烈……（上海）資訊已經是非常發達，但無論是一般老百姓，或者是相關行業的從業人員，卻是一問三不知。」[110]陶短房撰文指出，中国大陆政府在事前并未就服贸协议对大陆民众进行细致、专业的解读。台湾方面的抗议，反让大陆民众知晓服贸协议是大陆单方面对台让利[112]。

## 國際上的看法
2014年4月10日，美國彭博新聞網站的「彭博觀點」（BloombergView）刊登專欄作家皮賽克（William Pesek）的評論文章〈What Has Taiwan Gotten for Cozying up to China? Not Much.〉（台灣向中國靠攏奉承能撈到什麼好處？沒多少），表示：根據美國銀行的預測，簽不簽服貿，台灣的經濟成長僅是2.5%與2.9%的差別。台灣不簽服貿就會完蛋的說法，是言過其實的鬼扯。皮賽克認為，中國大陸的確是台灣最主要的貿易夥伴，台灣經濟也正面臨不少困境，但馬英九過去六年向中國大陸靠攏的立場，為台灣帶來的好處有限。從2008年馬英九主政至2013年底的數據來看，台灣對中國大陸的出口約成長55%，低於南韓的75％，更遠不如歐盟的98％、俄羅斯的101％、美國的119％及澳洲的282％。

### 與跨太平洋夥伴協定（TPP）的關係
總統馬英九2014年3月宣稱兩岸服貿協議若無法通過，會影響台灣參與跨太平洋夥伴協定（TPP），但4月美國接連兩位官員對台灣媒體表示相反意見。美國在台協會發言人金明4月10日表示，兩岸服貿協議爭議與 TPP 没有直接關聯。美國 APEC 資深官員王曉岷4月21日表示 ECFA 和加入 TPP 沒有關係，「我們只會問你要開放哪些市場，不是問你對大陸開放哪些市場。」
2014年6月24日，新加坡總理李顯龍表示，台湾地区想加入TPP，取決於北京和TPP成員是否願意讓台灣加入；參與經貿談判不是只有經濟考量，還包括政治成分，其他國家一定會認為這樣做不能破壞與第三方的關係。

## 後續影響
服貿協議在臺灣的爭議與其引發的太陽花學運產生兩岸協議監督條例立法的議題。儘管朝野黨團、個別立委都先後提出不同草案，然而各方在條例內容甚至是法案名稱都無法取得共識，兩岸協議監督條例也因此長期未見進一步推動。
2019年，民進黨提出的《兩岸人民關係條例》第5之3條增訂案在立法院獲得通過。根據修法內容，兩岸協商簽署政治協議，應經立法院“雙審議”，並舉辦全臺公民投票通過後，才能簽署、換文，由總統公佈生效。然而就此項修訂是否涉及規範服貿協議，則存在不同看法。

## 外部連結
- 兩岸服務貿易協議本文及附件 - ECFA兩岸經濟合作架構協議 （页面存档备份，存于）
- 海峡两岸服务贸易协议（全文） （页面存档备份，存于） - 中国政府网
- 臺灣公共電視有話好說節目官方部落格：兩岸服務貿易協議！台灣基層空前浩劫？
- 貿易協議 附件一 服務貿易特定承諾表（產業開放對照表）
- 兩岸服貿協議對我國的衝擊分析（台大鄭秀玲教授製作） （页面存档备份，存于）
- 台大經濟系主任 鄭秀玲對服貿協議的主張 （页面存档备份，存于） 影片
- 通過服貿協議的缺點
- 退回服貿協議的缺點